# Rolf Blättler
Rolf Blättler (Uster, 24 ottobre 1942 – Minusio, 12 marzo 2024) è stato un calciatore e allenatore di calcio svizzero, di ruolo attaccante.

## Carriera
Fu capocannoniere del campionato svizzero in tre occasioni, nel 1965, nel 1966 e nel 1969.

## Palmarès

### Club

#### Competizioni nazionali
- Campionato svizzero: 1

Basilea: 1971-1972
- Coppa di Lega svizzera: 1

Basilea: 1972